# La festa (Nino D'Angelo)
La festa è una raccolta di Nino D'Angelo, contenente i più grandi successi dei suoi 25 anni di carriera. La raccolta ha anche un inedito: Marì, presentato al Festival di Sanremo 2002 con la direzione d'orchestra di Nuccio Tortora.

## Tracce
1. Marì (N.D'Angelo-C.Tortora-P.Leon-N.D'Angelo)
2. Sotto 'e stelle (N.D'Angelo-De Paolis-N.D'Angelo)
3. Voglio penza' a te (N.D'Angelo-C.Tortora-N.D'Angelo)
4. Maledetto treno (N.D'Angelo-De Paolis-N.D'Angelo)
5. Nennè (N.D'Angelo-Giusti)
6. Chesta sera (N.D'Angelo-A.Venosa)
7. Nu jeans 'e 'na maglietta (A.Visco-De Paolis-N.D'Angelo)
8. Ormaje si'a mia (N.D'Angelo-A.Casaburi-N.D'Angelo)
9. Fra cinquant'anni (A.Casaburi-De Paolis-Bevilacqua-N.D'Angelo)
10. 'E canzone d'ammore (N.D'Angelo-C.Tortora-N.D'Angelo)
11. Mentecuore (B.Lanza-A.Annona-N.D'Angelo)
12. Me spiezze 'o core (con Francesca Marini) (N.D'Angelo)
13. Chiara (N.D'Angelo-Colonna)
14. Senza giacca e cravatta (con Brunella Selo) (N.D'Angelo-C.Tortora-N.D'Angelo)
15. Nun ce putimme lassà (N.D'Angelo)
16. Tu pe' me,io pe' te (N.D'Angelo-C.Tortora-N.D'Angelo)
17. Ciucculatina d"a ferrovia (N.D'Angelo-A.Venosa-G.Narretti)
18. E io te credo (N.D'Angelo)